# 蔣少宏
蔣少宏（1997年7月13日—），是臺灣的棒球選手之一，目前效力中華職棒味全龍，守備位置為捕手，其父親為前三商虎隊捕手蔣坤珄。

## 生平
小學就讀新北市新埔國小，並擔任外野手，直到國中才加練三壘手及捕手，高中時才專職捕手，2015年入選U-18世界盃棒球賽，在該屆比賽中總計16打數，擊出7支安打，並有9分打點，高中畢業後原本要就讀國立體育大學，但卻落選，父親又堅持一定要唸棒球名校，因此面臨到無大學讀的困境，所幸在U-18期間的教練王傳家及周宗志聽聞消息後馬上聯繫新北市成棒隊，才能在業餘球隊打球，2016年錄取文化大學，大學期間也曾多次入選中華培訓隊，成為準國手。
2020年，報名參加中華職棒選秀會，被味全龍隊以第5輪第23順位選中，開啟職棒生涯。
2021年，因為透過擴編選秀選進的捕手劉時豪受傷，因此擔任味全龍隊的主戰捕手，出賽85場比賽，擊出62支安打、1支全壘打，打擊率0.244；守備方面，有554次守備機會，有482次刺殺、68次助殺，守備率0.993。
2021年4月5日，對戰中信兄弟隊，7局下擊出超前的陽春全壘打，亦是生涯首轟，同時獲得生涯首次單場MVP。
2022年6月30日，對戰樂天桃猿隊，7局上擊出生涯首支滿壘全壘打，本場亦達成生涯100出賽數。
2022年7月，替補受傷的隊友吉力吉撈·鞏冠入選明星賽，並擊出一支安打。也由於在吉力吉撈·鞏冠受傷前皆被定位為味全龍隊的二號捕手，因此2022年例行賽只出賽66場比賽，擊出35支安打及1支全壘打，打擊率僅0.197，是生涯最差成績。
2023年，在例行賽出賽73場比賽，雖然只有獲得241個打席並擊出49支安打，但在台灣大賽中7戰皆擔任先發捕手，蔣少宏也成為守住最後一顆球的致勝功臣，讓球隊順利拿下總冠軍。而他在守備方面有447次守備機會，390次刺殺、56次助殺，守備率0.998，獲得生涯首座捕手金手套。球季結束後也入選亞洲職棒冠軍爭霸賽，是進入職棒後首次入選國際賽。

## 成棒國手經歷
- 2023年亞洲職棒冠軍爭霸賽中華隊
- 2026年世界棒球經典賽資格賽中華隊

## 職棒生涯成績
| 年度 | 球隊   | 出賽 | 打數 | 安打 | 全壘打 | 打點 | 盜壘 | 三振 | 四死 | 壘打數 | 雙殺打 | 打擊率 | 上壘率 | 長打率 | OPS   |
| ---- | ------ | ---- | ---- | ---- | ------ | ---- | ---- | ---- | ---- | ------ | ------ | ------ | ------ | ------ | ----- |
| 2021 | 味全龍 | 85   | 254  | 62   | 1      | 23   | 0    | 65   | 23   | 82     | 3      | 0.244  | 0.304  | 0.323  | 0.627 |
| 2022 | 味全龍 | 66   | 178  | 35   | 1      | 15   | 0    | 38   | 19   | 44     | 5      | 0.197  | 0.271  | 0.247  | 0.518 |
| 2023 | 味全龍 | 73   | 203  | 49   | 1      | 26   | 0    | 38   | 24   | 65     | 9      | 0.241  | 0.317  | 0.320  | 0.637 |
| 2024 | 味全龍 | 70   | 227  | 56   | 3      | 22   | 1    | 35   | 20   | 79     | 9      | 0.247  | 0.306  | 0.348  | 0.654 |
| 合計 | 4年    | 294  | 862  | 202  | 6      | 86   | 1    | 176  | 86   | 270    | 26     | 0.234  | 0.301  | 0.313  | 0.614 |

## 外部連結
- 蔣少宏在台灣棒球維基館上的頁面（繁體中文）
- 蔣少宏在中華職棒官網
- 蔣少宏在Baseball-Reference.com（小聯盟以及海外聯盟）（英语）
- 蔣少宏的Facebook專頁